# Luis Delage García
Luis Delage García   (Venta de Baños, 26 d'agost de 1908 - Madrid, 2 de juliol de 1991) va ser un polític comunista espanyol.

## Biografia
Va ser membre de la direcció provincial de Madrid del Partit Comunista d'Espanya (PCE). Va destacar durant la Guerra Civil, sent successivament comissari polític de la 6a Brigada Mixta de l'Exèrcit Popular, de la 4a Divisió, del V Cos d'Exèrcit i comissari general de l'Exèrcit de l'Ebre sota el comandament de Juan Modesto.
Després de la derrota republicana en la batalla de l'Ebre, va passar a l'exili a França per la frontera en Catalunya, servint com a enllaç entre l'ambaixada soviètica i el Comitè Central del PCE. Va ajudar al fet que diversos soldats de la seva unitat tinguessin temps per a embarcar-se camí de l'exili a Llatinoamèrica. Després va marxar a Cuba via Nova York. En 1941 va estar a l'Havana, on amb Juan José Manso, Wenceslao Roces Suárez i Félix Montiel, va formar un comitè del Partit Comunista, encapçalat per Santiago Álvarez Gómez, que sota l'aparença d'una institució cultural es va utilitzar en alguns casos com una espècie de "consolat" de l'emigració comunista al Carib. En 1944 i principis de 1945 va formar part del grup de consellers del Comitè Central del PCE en l'exili, per a més tard, ser enviat de retorn a Espanya via Buenos Aires. El novembre de 1946 va ser l'únic alt dirigent del Partit Comunista a l'interior d'Espanya que va poder escapar de la batuda de la policia a Madrid que va escapçar la direcció del partit.
Sota les ordres del partit, i per a evitar ser detingut i assassinat, va fugir a París. En 1959, durant la Guerra Freda, i després de la repressió contra el PCE a França, va emigrar a Praga, on es va retrobar amb Juan Modesto i Enrique Líster. Va tornar a Espanya després de la mort del dictador Franco, i va morir a Madrid en 1991.